# 호세 마누엘 에스날
호세 마누엘 에스날 파르도(스페인어: José Manuel Esnal Pardo, 1950년 3월 25일, 바스크 주 발마세다 ~)는 흔히 마네(스페인어: Mané)로 알려진 스페인의 축구 감독이다.
그는 주로 례이다와 알라베스에서 활동했는데, 후자의 구단 소속으로 라 리가에서 5년을 보냈고, 2001년에 UEFA컵 결승전에 진출하기도 했다.

## 축구 경력

### 례이다까지의 경력
마네는 바스크 주 발마세다 출신으로, 20대 후반부터 감독일을 시작하였는데, 처음 지휘한 구단은 고향 구단이었다. 피게레스에서의 2년을 제외하고, 그는 초반에 고향 동네의 구단들만 감독했었다.
1988년, 마네는 카탈루냐 주로 이동하여 례이다에 입단하였고, 소속 구단을 4년 만에 세군다 디비시온 B에서 라 리가까지 올려놓았다. 1993-94 시즌, 례이다는 1부 리그 2년차에, 바르셀로나 원정에서 1-0, 레알 마드리드와의 캄 데스포르 안방 경기에서 2-1로 이기고도 5번의 경기에서 승리를 더 추가하는 데에 그쳐 강등당했다.
례이다는 이듬해 세군다 디비시온에서 3위를 차지했지만, 스포르팅 히혼과의 승격 플레이오프전에서 패하면서 다시 1부 리그로 올라가지 못했다.

### 알라베스
2부 리그의 마요르카(12경기만 지휘)와 레반테의 감독직을 거친 마네는 3부 리그 시절이었던 1984-85 시즌 이래 처음으로 알라베스의 지휘봉을 쥐게 되었다. 임기 첫 시즌에 마네는 알라베스를 1부 리그에 올렸고, 코파 델 레이에서도 레알 마드리드에게 16강 탈락, 데포르티보에게 8강 탈락의 고배를 안기며 준결승에 안착시키는 성과를 냈다.
1999-2000 시즌, 바스크인 훌리오 살리나스가 합류한 마네의 알라베스는 1부 리그 승격 이래 최고 성적인 리그 6위를 기록해 UEFA컵 진출권을 손에 넣었는데, 이 과정에서 바르셀로나와의 안방(2-1)과 원정(1-0) 경기에서 모두 승리했고, 나중에 우승을 차지한 데포르티보도 안방에서 2-1로 이겼다. 유럽대항전 무대에서 알라베스는 인테르나치오날레와 같은 스페인 리그의 라요 바예카노를 비롯한 여러 구단을 이기고 UEFA컵 결승전까지 올라가 리버풀과 결승전에서 일전을 벌였다: 비록 0-2과 1-3으로 밀렸으나, 끝까지 정신력을 발휘해 경기를 연장전으로 끌고 갔지만, 델피 헬리가 통한의 자책골을 넣으면서 준우승에 그쳤다. 시즌이 끝나고, 그는 돈 발론지의 올해의 감독으로 선정되었다.
마네는 2001-02 시즌에 리그를 7위로 마무리해 사상 두 번째 UEFA컵 진출을 이룩하였다. 그러나, 2003년 4월 29일, 그는 발렌시아 원정에서 0-3으로 패한 이후에 해임되었고, 그의 바통을 헤수스 아랑구렌이 받았지만, 알라베스는 시즌이 끝나고 5년 만에 1부 리그에서 강등되었다.

### 말년
마네는 예전에 지휘봉을 잡았던 또다른 구단 레반테의 감독이 되었고, 1년 만인 2006년에 1부 리그로 승격시켰다. 이듬해, 그는 고향 동네로 돌아가 펠릭스 사리우가르테의 후임으로 아틀레틱 빌바오의 감독이 되었고, 사자 군단은 강등권 밖의 최하 순위인 17위로 리그를 마감했다. 그러나, 마네는 아틀레틱 빌바오의 잔류에 성공했지만, 직위를 계속해서 유지할 수 없었고, 페르난도 가르시아 마쿠아 회장이 당선된 지 얼마 지나지 않아 호아킨 카파로스가 신임 감독으로 임명되었다.
마네가 마지막으로 지휘한 시기는 2008-09 시즌인데, 그는 이 시즌에 에스파뇰의 감독을 맡은 세 감독들 중 하나로, 에스파뇰은 시즌 끝에 잔류하였다.

## 수상
피게레스
- 세군다 디비시온 B: 1985-86

례이다
- 세군다 디비시온: 1992-93
- 세군다 디비시온 B: 1989-90
- 코파 카탈루냐 준우승: 1992, 1999

알라베스
- 세군다 디비시온: 1997-98
- UEFA컵 준우승: 2000-01